# بريسيلا فايا
بريسيلا فايا (بالإنجليزية: Priscilla Faia)‏ (من مواليد 23 أكتوبر 1985 في فيكتوريا، كندا) هي ممثلة وكاتبة سينمائية وتلفزيونية كندية.اشتهرت بأدوارها في الأفلام القصيرة بعد أعمال الشغب (2009) وطريقة (2013) والبرنامج التلفزيوني الصاعد الأزرق (2010) [الإنجليزية] بشخصية كلوي برايس. تم ترشيح تمثيلها ببرنامج الصاعد الأزرق في عام 2014 لجائزة الشاشة الكندية [الإنجليزية] لأفضل أداء من قبل ممثلة في دور داعم مميز ببرنامج أو مسلسل درامي.  كما لعبت دور البطولة في البرنامج التلفزيوني أنت لي هي [الإنجليزية] بدور إيزابيل "إيزي" سيلفا.

## روابط خارجية
- بريسيلا فايا على موقع IMDb (الإنجليزية)
- بريسيلا فايا على موقع ميتاكريتيك (الإنجليزية)
- بريسيلا فايا على موقع روتن توميتوز (الإنجليزية)
- بريسيلا فايا على موقع ألو سيني (الفرنسية)
- بريسيلا فايا على موقع تيرنر كلاسيك موفيز (الإنجليزية)
- بريسيلا فايا على موقع قاعدة بيانات الفيلم (الإنجليزية)
- بريسيلا فايا على موقع ليتربوكسد (الإنجليزية)
- بريسيلا فايا على موقع كينوبويسك (الروسية)